# Myos Hormos

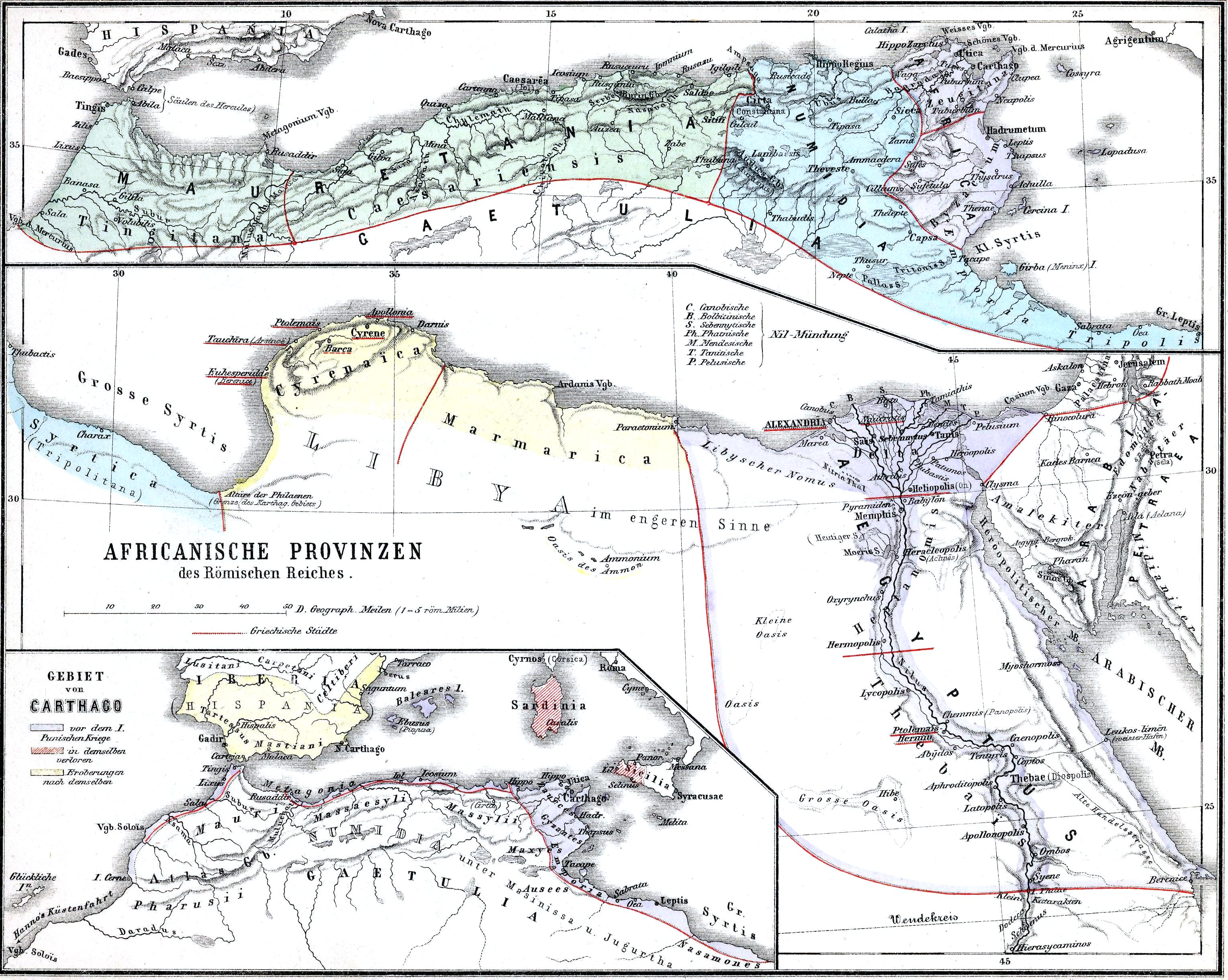
Myos Hormos på rödahavskusten, t.h. på mittenkartan

Myos Hormos var under antiken en egyptisk hamnstad vid Röda havet, åtta kilometer norr om den moderna staden Al-Qusair. Staden, som grundlades av Ptolemaios II Filadelfos, var medelpunkten för Egyptens handel med landet Punt (Somalikusten), Arabien och Indien.